# Warszkajty
Warszkajty (deutsch Warschkeiten) ist ein Ort in der polnischen Woiwodschaft Ermland-Masuren. Er gehört zur Gmina Górowo Iławeckie (Landgemeinde Landsberg) im Powiat Bartoszycki (Kreis Bartenstein (Ostpr.)).

## Geographische Lage
Warszkajty liegt auf polnischer Seite wenige hundert Meter südlich des Warschkeiter Sees (russisch Ozero Warschkeiterskoje), dessen Südufer auf russischer Seite hier die Staatsgrenze zwischen Polen (Woiwodschaft Ermland-Masuren) und Russland (Oblast Kaliningrad) bildet. Bis zur ehemaligen und heute auf russischem Hoheitsgebiet gelegenen Kreisstadt Preußisch Eylau (russisch Bagrationowsk) sind es drei Kilometer in nördlicher Richtung, und die heutige Kreismetropole Bartoszyce (deutsch Bartenstein) liegt 17 Kilometer in südöstlicher Richtung entfernt.

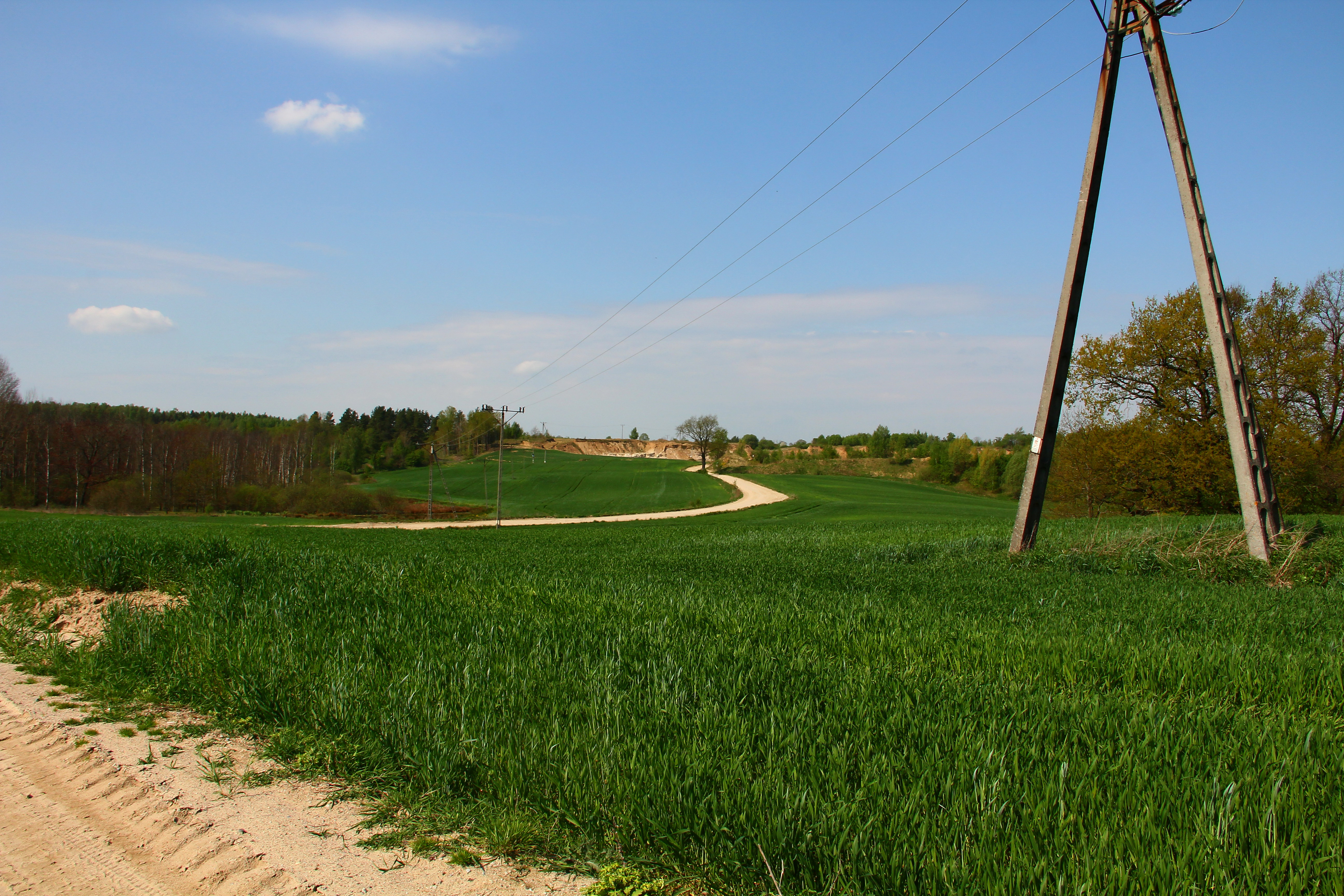
Sandmine-Grubenabbau in Warszkajty

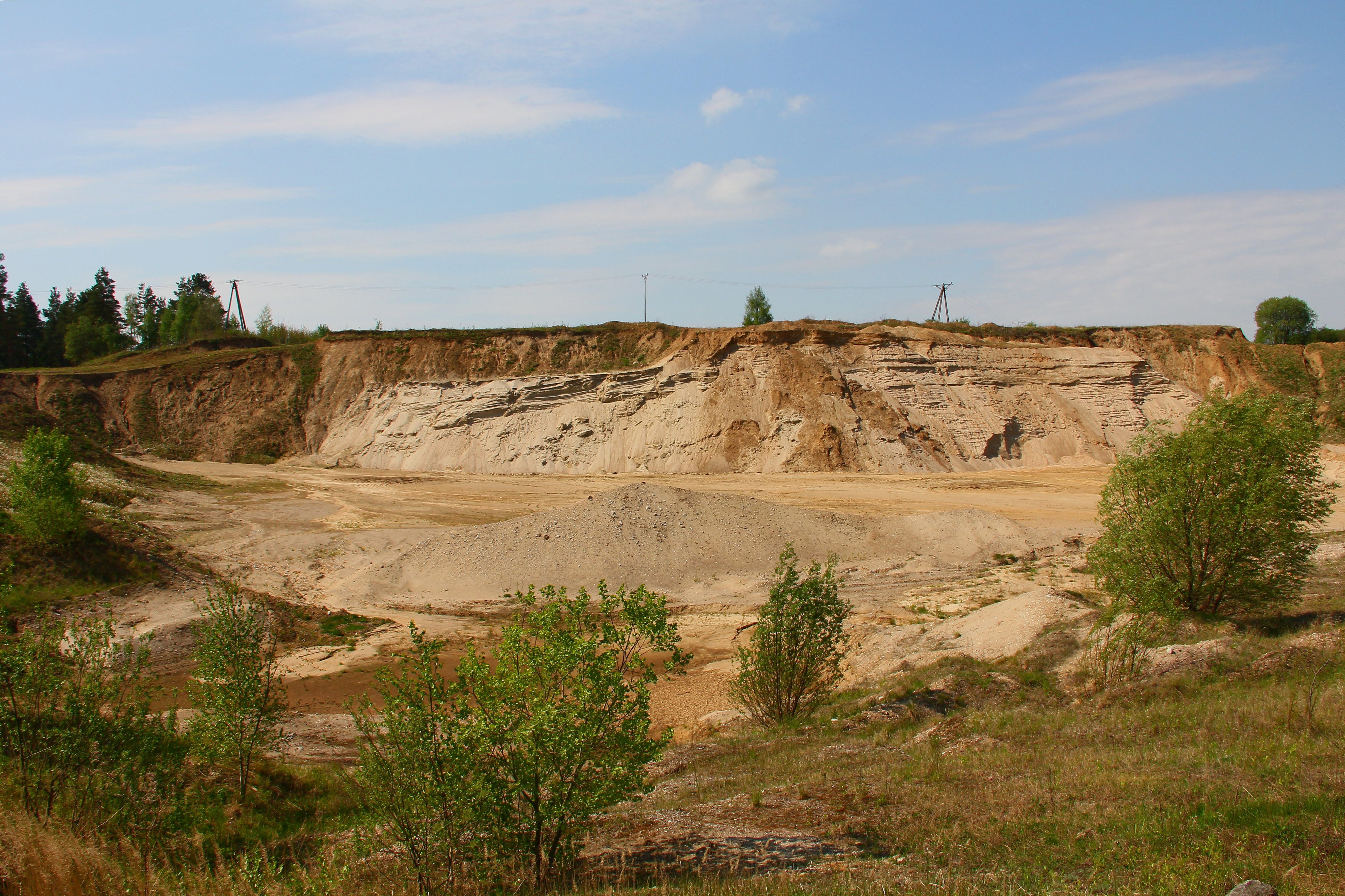

## Geschichte
Das seinerzeit Warskayten genannte Dorf wurde vor 1340 gegründet. Vor 1780 hieß der Ort Waschkeiten, nach 1780 Waschkaiten, nach 1792 Warscheiten und nach 1805 Warschkeiten. 1874 wurde die Landgemeinde in den neu gebildeten Amtsbezirk Perscheln (polnisch Piersele) im ostpreußischen Kreis Preußisch Eylau aufgenommen, dem sie bis 1945 zugehörte.
Im Jahre 1910 waren in Warschkeiten 285 Einwohner registriert. Ihre Zahl belief sich im Jahre 1933 auf 286 und im Jahre 1939 auf 321.
In Kriegsfolge wurde 1945 Ostpreußen geteilt. Warschkeiten wurde Polen, der Warschkeiter See jedoch dem sowjetischem Hoheitsgebiet zugeordnet. Warschkeiten erhielt die polnische Namensform „Warszkajty“ und gehört heute zur Landgemeinde Górowo Iławeckie (Landsberg (Ostpreußen)) im Powiat Bartoszycki (Kreis Bartenstein (Ostpr.)), von 1975 bis 1998 der Woiwodschaft Olsztyn, seither der Woiwodschaft Ermland-Masuren zugehörig.

## Kirche
Bis 1945 war Warschkeiten kirchlich in die Stadt Preußisch Eylau (russisch Bagrationowsk) eingepfarrt: in die dortige evangelische Pfarrkirche in der Kirchenprovinz Ostpreußen der Kirche der Altpreußischen Union sowie in die römisch-katholische Kirche der Kreisstadt im damaligen Bistum Ermland.
Heute gehört Warszkajty katholischerseits zur Pfarrei in Bezledy (Beisleiden) im jetzigen Erzbistum Ermland, evangelischerseits zur Kirchengemeinde Bartoszyce, einer Filialgemeinde der Johanneskirche in Kętrzyn (Rastenburg) in der Diözese Masuren der Evangelisch-Augsburgischen Kirche in Polen.

## Verkehr
Warszkajty hat über Toprzyny (Topprienen) eine direkte Anbindung an die Woiwodschaftsstraße 511 (ehemalige deutsche Reichsstraße 134) und über Wiewiórki (Eichhorn) Anschluss an die Woiwodschaftsstraße 512. Vom Nachbarort Piersele (Perscheln) führt eine Nebenstraße in den Ort. Eine Bahnanbindung besteht nicht.